# A-33 Excelsior
L’A33 Excelsior est un char lourd britannique expérimental inspiré du char Cromwell et développé durant la Seconde Guerre mondiale. Il devait être utilisé comme char d'infanterie.

## Histoire
En 1942, après le raid de Dieppe, l'armement des Churchill est jugé insuffisant et les A-31, A-32, A-33 sont nommés comme nouveaux chars d'infanterie lourds. L'A-33 est fabriqué par la société English Electric. La LMS Company participe à la construction de la nouvelle suspension Christie spécialement pour ce nouveau char. Deux prototypes très différents sont construits. Le premier était basé sur la suspension du char lourd américain M6, tandis que le deuxième avait des chenilles de Cromwell élargies. L'A-33 est prêt à entrer en production mais, en 1943, les problèmes des Churchill ayant été résolus (notamment par l'adoption du canon Ordnance QF 6 pounder), le projet est abandonné.
Le deuxième prototype est aujourd'hui conservé au Musée des blindés de Bovington.